# Skippund
Skippund était auparavant une unité de masse danoise, égale à 20 livres lis, soit 320 livres (ou 160 kg).